# شهرستان مشلیبوژ
شهرستان مشلیبوژ (به لهستانی: Powiat Myślibórz) یک شهرستان در لهستان است که در استان پومرانی غربی واقع شده‌است. شهرستان مشلیبوژ ۱٬۱۸۱٫۹۵ کیلومتر مربع مساحت و ۶۷٬۴۱۲ نفر جمعیت دارد.